# Ернесто Сампер
Ернесто Сампер Пісано (ісп. Ernesto Samper Pizano; нар. 3 серпня 1950) — колумбійський політик, двадцять дев'ятий президент Колумбії, генеральний секретар Союзу південноамериканських націй.

## Біографія
Народився 1950 року в Боготі. Навчався в Понтифікальному університеті імені Франциска Ксав'єра, здобувши ступінь з права й економіки. Пізніше вивчав економіку в Колумбійському університеті (Нью-Йорк). Після того працював у банківській сфері та займався викладацькою діяльністю.
1974 року вступив до лав Ліберальної партії. 1982 року був обраний до парламенту департаменту Кундінамарка, того ж року став сенатором. 1990 року брав участь у праймеріз, за результатами яких посів третє місце. За президентства Сесара Ґавірії очолював міністерство економічного розвитку, а від 1991 до 1993 року був послом Колумбії в Іспанії.
Здобув перемогу на виборах 1994 року, ставши новим президентом Колумбії. Невдовзі після вступу на посаду його було звинувачено в отриманні великого хабаря від Калійського наркокартелю (той скандал відомий як «Процесс № 8000»). Розслідування значно вплинуло на популярність президента й усієї Ліберальної партії. Як наслідок, 1998 року президентом став консерватор Андрес Пастрана.
Від 1995 року паралельно з виконанням обов'язків голови держави був генеральним секретарем Руху неприєднання. Від 2014 року займає пост Генерального секретаря Союзу південноамериканських націй.